# Eurocup 2012-13
La temporada 2012-13 de la Eurocup (la segunda competición de clubes de baloncesto de Europa) se disputó del 6 de noviembre de 2012 al 13 de abril de 2013 y la organizó la Unión de Ligas Europeas de Baloncesto (ULEB).
Esta fue la 5.ª edición de la competición en la era moderna de la Eurocup. Incluyendo la competición previa de la Copa ULEB, fue la 12.ª edición de la segunda competición del baloncesto masculino de clubs europeos. El ganador de esta competición se gana una plaza en la fase de grupos de la Euroleague de la próxima temporada.

## Formato de Competición
En esta edición de la Copa ULEB participan un total de 32 equipos. La Fase Regular comienza en noviembre de 2012.

### Fase Regular
Los 32 equipos participantes se dividen en 8 grupos (cada grupo de 4 equipos) disputando una liguilla a dos vueltas. Los 2 equipos mejor clasificados de cada grupo avanzan al Last 16.

### Last 16
Los 16 equipos participantes se dividen en 4 grupos (cada grupo de 4 equipos) disputando una liguilla a dos vueltas. Los 2 equipos mejor clasificados de cada grupo avanzan a cuartos de final.

### Cuartos de final
En esta fase se juega en un formato de ida y de vuelta, determinada por un marcador global. El equipo mejor clasificado del Last 16 juega la vuelta en casa. Los 4 ganadores de los cuartos de final avanzarán a las Semifinales.

### Semifinales
En esta fase se juega en un formato de ida y de vuelta, determinada por un marcador global. El equipo mejor clasificado del Last 16 juega la vuelta en casa. Los 2 ganadores de los cuartos de final avanzarán a las Final.

### Final
La final se disputa a partido único. El ganador se proclama Campeón de la Eurocup 2012/13 y obtiene plaza en la próxima edición de la Euroliga 2013/14.